# Recco (Italie)
Pour les articles homonymes, voir Recco.
Recco est une commune italienne d'environ 10 200 habitants située dans la ville métropolitaine de Gênes, dans la région Ligurie, dans le Nord-Ouest de l'Italie.

## Administration
| Période                                  | Période  | Identité      | Étiquette     | Qualité |
| ---------------------------------------- | -------- | ------------- | ------------- | ------- |
| juin 2009                                | En cours | Dario Capurro | Centro-Destra |         |
| Les données manquantes sont à compléter. |          |               |               |         |

### Hameaux
Megli, Polanesi, San Rocco

### Communes limitrophes
Avegno, Camogli, Rapallo, Sori.

### Jumelages
- Ponte di Legno (Italie)

## Personnalités liées à la ville
- Niccolò de Recco (1327 – 1364), navigateur et explorateur génois, issu d'une famille provenant de Recco[2].
- Gerolamo Assereto (Recco, 1543 – Gênes, 1627), 87e Doge de Gênes du 22 mars 1607 au 23 mars 1609.
- Matteo Picasso (Recco, 1794 - Gênes 1879), peintre
- Geminio Ognio (Recco, 1917 - Rome, 1990), joueur italien de water-polo et champion olympique